# Mountainbike-Weltmeisterschaften 2016
Die 29. Mountainbike-Weltmeisterschaften (Cross Country) fanden vom 28. Juni bis 3. Juli 2016 in Nové Město na Moravě, Tschechien, statt. Die Austragung in den Disziplinen Downhill und Fourcross fand vom 6. bis 11. September 2016 in Val di Sole, Italien statt.

## Cross Country

### Männer
| Platz | Land | Sportler         | Zeit         |
| ----- | ---- | ---------------- | ------------ |
| 1     | SUI  | Nino Schurter    | 1:28:20 Std. |
| 2     | CZE  | Jaroslav Kulhavý | + 0:17 min   |
| 3     | FRA  | Julien Absalon   | + 0:30 min   |

Datum: 3. Juli 2016

Distanz: 27,4 km

### Frauen
| Platz | Land | Sportlerin     | Zeit       |
| ----- | ---- | -------------- | ---------- |
| 1     | DEN  | Annika Langvad | 1:31:30 h  |
| 2     | USA  | Lea Davison    | + 1:12 min |
| 3     | CAN  | Emily Batty    | + 1:44 min |

Datum: 2. Juli 2016

Distanz: 23,3 km

### Männer U23
| Platz | Land | Sportler        | Zeit         |
| ----- | ---- | --------------- | ------------ |
| 1     | NZL  | Samuel Gaze     | 1:17:57 Std. |
| 2     | FRA  | Victor Koretzky | + 0:50 min   |
| 3     | SUI  | Marcel Guerrini | + 1:04 min   |

Datum: 2. Juli 2016

Distanz: 23,3 km

### Frauen U23
| Platz | Land | Sportlerin        | Zeit         |
| ----- | ---- | ----------------- | ------------ |
| 1     | SWE  | Jenny Rissveds    | 1:16:08 Std. |
| 2     | SUI  | Sina Frei         | + 1:04 min   |
| 3     | SUI  | Alessandra Keller | + 1:22 min   |

Datum: 3. Juli 2016

Distanz: 19,2 km

### Junioren
| Platz | Land | Sportler                   | Zeit         |
| ----- | ---- | -------------------------- | ------------ |
| 1     | FRA  | Thomas Bonnet              | 1:08:32 Std. |
| 2     | SUI  | Vital Albin                | + 0:36 min   |
| 3     | NOR  | Tobias Halland Johannessen | + 1:00 min   |

Datum: 1. Juli 2016

Distanz: 19,2 km

### Juniorinnen
| Platz | Land | Sportlerin     | Zeit         |
| ----- | ---- | -------------- | ------------ |
| 1     | SWE  | Ida Jansson    | 1:02:30 Std. |
| 2     | AUT  | Lisa Pasteiner | + 0:25 min   |
| 3     | ITA  | Martina Berta  | + 1:50 min   |

Datum: 1. Juli 2016

Distanz: 15,1 km

### Staffel
| Platz | Land | Sportler                                                            | Zeit       |
| ----- | ---- | ------------------------------------------------------------------- | ---------- |
| 1     | FRA  | Victor Koretzky Benjamin Le Ny Pauline Ferrand-Prévot Jordan Sarrou | 59:49 min  |
| 2     | CZE  | Matej Prudek Richard Holec Kateřina Nash Jaroslav Kulhavý           | + 0:16 min |
| 3     | SUI  | Filippo Colombo Vital Albin Sina Frei Lars Forster                  | + 0:37 min |

Datum: 30. Juni 2016

## Cross Country Eliminator

### Männer
| Platz | Land | Sportler          |
| ----- | ---- | ----------------- |
| 1     | AUT  | Daniel Federspiel |
| 2     | GER  | Simon Gegenheimer |
| 3     | BEL  | Fabrice Mels      |
| 4     | SWE  | Emil Linde        |

Datum: 29. Juni 2016

### Frauen
| Platz | Land | Sportlerin          |
| ----- | ---- | ------------------- |
| 1     | SUI  | Linda Indergand     |
| 2     | SUI  | Kathrin Stirnemann  |
| 3     | SUI  | Ramona Forchini     |
| 4     | NOR  | Ingrid Bøe Jacobsen |

Datum: 29. Juni 2016

## Downhill
Die Downhill Weltmeisterschaften 2016 fanden vom 6. bis 11. September 2016 in Val di Sole/Italien statt.

### Männer
| Platz | Land | Sportler         | Zeit |
| ----- | ---- | ---------------- | ---- |
| 1     | GBR  | Danny Hart       |      |
| 2     | GBR  | Laurie Greenland |      |
| 3     | FRA  | Florent Payet    |      |

### Frauen
| Platz | Land | Sportlerin      | Zeit |
| ----- | ---- | --------------- | ---- |
| 1     | GBR  | Rachel Atherton |      |
| 2     | FRA  | Myriam Nicole   |      |
| 3     | AUS  | Tracey Hannah   |      |

### Junioren
| Platz | Land | Sportler      | Zeit     |
| ----- | ---- | ------------- | -------- |
| 1     | CAN  | Finn Iles     | 3:47,405 |
| 2     | CAN  | Magnus Manson | 3:51,201 |
| 3     | FRA  | Gaëtan Vigé   | 3:52,015 |

### Juniorinnen
| Platz | Land | Sportlerin         | Zeit     |
| ----- | ---- | ------------------ | -------- |
| 1     | ITA  | Alessia Missiaggia | 5:29,011 |
| 2     | USA  | Samantha Kingshill | 5:40,957 |
| 3     | FRA  | Flora Lesoin       | 5:54,971 |

## Trials

### Männer 26"
| Platz | Land | Sportler           | Punkte |
| ----- | ---- | ------------------ | ------ |
| 1     | GBR  | Jack Carthy        |        |
| 2     | FRA  | Gilles Coustellier |        |
| 3     | BEL  | Kenny Belaey       |        |

### Männer 20"
| Platz | Land | Sportler              | Punkte |
| ----- | ---- | --------------------- | ------ |
| 1     | ESP  | Abel Mustieles Garcia |        |
| 2     | ESP  | Benito Ros Charral    |        |
| 3     | ESP  | Ion Areitio Agirre    |        |

### Junioren 26"
| Platz | Land | Sportler | Punkte |
| ----- | ---- | -------- | ------ |
| 1     |      |          |        |
| 2     |      |          |        |
| 3     |      |          |        |

### Junioren 20"
| Platz | Land | Sportler | Punkte |
| ----- | ---- | -------- | ------ |
| 1     |      |          |        |
| 2     |      |          |        |
| 3     |      |          |        |

### Frauen
| Platz | Land | Sportlerin       | Punkte |
| ----- | ---- | ---------------- | ------ |
| 1     | GER  | Nina Reichenbach |        |
| 2     | AUS  | Janine Jungfels  |        |
| 3     | BEL  | Perrine Devahive |        |

### Team
| Platz | Land | Sportler | Punkte |
| ----- | ---- | -------- | ------ |
| 1     |      |          |        |
| 2     |      |          |        |
| 3     |      |          |        |

## Fourcross
Die Downhill Weltmeisterschaften 2016 fanden vom 6. bis 9. September 2016 in Val di Sole/Italien statt.

### Männer
| Platz | Land | Sportlerin    | Zeit |
| ----- | ---- | ------------- | ---- |
| 1     | SLO  | Mitja Ergaver |      |
| 2     | AUT  | Hannes Slavik |      |
| 3     | GBR  | Luke Cryer    |      |

### Frauen
| Platz | Land | Sportlerin        | Zeit |
| ----- | ---- | ----------------- | ---- |
| 1     | AUS  | Caroline Buchanan |      |
| 2     | GER  | Franziska Meyer   |      |
| 3     | NED  | Anneke Beerten    |      |